# Green Gables
Green Gables est une ferme construite au XIXe siècle à Cavendish, à l'extrême est du Canada. La ferme et ses environs ont servi d'inspiration pour le roman Anne... la maison aux pignons verts de Lucy Maud Montgomery. Le lieu est maintenant connu comme étant le site patrimonial Green Gables.

## Reconnaissance
La ferme de Green Gables a été reconnue comme édifice fédéral du patrimoine en 1985 par le bureau d'examen des édifices fédéraux du patrimoine et répertoriée lieu patrimonial par le ministère du Tourisme et de la Culture de l'Île-du-Prince-Édouard. Elle a été incluse dans le lieu historique national du Cavendish-de-L.-M.-Montgomery, désigné en 2004 par la commission des lieux et des monuments historiques du Canada. Le site est situé dans le parc national de l'Île-du-Prince-Édouard et est administré par Parcs Canada.